# Priest Pot
Der Priest Pot ist ein See im Lake District, Cumbria, England.
Der Priest Pot liegt südlich des Ortes Hawkshead und nördlich von Esthwaite Water. Man nimmt an, dass der See einmal zum Esthwaite Water gehörte, er durch Verlandung jedoch abgetrennt wurde.
Der See diente als Fischteich, zunächst den Mönchen von Furness Abbey, was seinen Namen erklärt, und später Hawkshead Hall.
Der See hat drei unbenannte Zuflüsse. Sein Abfluss mündet in den Black Beck.